# Rhynchopsyllus pulex
Rhynchopsyllus pulex är en loppart som beskrevs av Haller 1880. Rhynchopsyllus pulex ingår i släktet Rhynchopsyllus och familjen Tungidae. Inga underarter finns listade i Catalogue of Life.